# Neotis ludwigii
L'otarda di Ludwig (Neotis ludwigii (Rüppell, 1837)), che deve il nome al barone von Ludwig, è un raro uccello della famiglia degli Otididi originario di Angola, Namibia e Sudafrica.

## Descrizione

### Dimensioni
Il maschio misura 85 cm di lunghezza, per un peso di 4200-6000 g; la femmina pesa 2200-2500 g.

### Aspetto
In questa otarda originaria della Namibia le parti superiori sono marroni con fini vermicolature beige. La coda ha una colorazione identica, ma presenta in più larghe fasce nere. Le ali presentano una macchia bianca che generalmente non è visibile quando queste sono ripiegate. La testa, la parte anteriore del collo e il petto sono di colore variabile dal marrone al marrone scuro. La parte posteriore del collo è bianca. La base della parte posteriore del collo, presso la congiunzione con la mantellina, è di colore arancio opaco. Il ventre e il resto delle parti inferiori, fino alle copritrici del sottocoda, sono interamente bianchi. Il becco è marrone, le zampe giallastre.
La femmina è più piccola del maschio, e presenta inoltre testa e collo più chiari e più macchiati. I giovani non sono mai stati descritti.
L'otarda di Ludwig può essere confusa con l'otarda di Denham, sebbene quest'ultima abbia la parte anteriore del collo e la testa di colore grigio chiaro. In linea di massima, l'otarda di Denham presenta una macchia bianca sull'ala più sviluppata, sebbene l'estensione di bianco in entrambe le specie sia piuttosto variabile. Nell'otarda di Ludwig, inoltre, la femmina è molto più piccola del compagno.

### Voce
Durante il periodo di riproduzione, e specialmente durante le parate, i maschi emettono dei richiami potenti, profondi ed esplosivi, dei woodoomp che durano tra 15 e 30 secondi.

## Biologia
Le otarde di Ludwig vivono da sole o in piccoli gruppi, ma di tanto in tanto si riuniscono in gruppi che possono comprendere quasi 80 individui. Questa specie di grosse dimensioni è piuttosto facile da localizzare, soprattutto quando i maschi emettono i loro richiami o effettuano le loro parate. Tuttavia, viene assai regolarmente confusa con l'otarda di Denham, sebbene abbia una distribuzione piuttosto diferente: le due specie condividono lo stesso areale solamente in inverno nella provincia del Capo.
Dal momento che questi uccelli dipendono dalle precipitazioni per il cibo, le otarde di Ludwig sono delle migratrici stagionali. Dal mese di novembre al mese di aprile, vivono nelle regioni interne e settentrionali che ricevono il loro apporto di piogge in estate. A partire dal mese di maggio, fino a ottobre, migrano in direzione sud-ovest verso le regioni litoranee e meridionali che ricevono le loro piogge in inverno.

### Alimentazione
Le otarde di Ludwig si nutrono di invertebrati, di piccoli vertebrati e di sostanze di origine vegetale. Durante i periodi piovosi, gli spostamenti locali alla ricerca delle larve degli ortotteri sono piuttosto numerosi, anche se il consumo di vegetali e di bacche rimane relativamente importante. Dopo le precipitazioni, questi uccelli si riuniscono in bande piuttosto numerose (oltre 50 individui) all'interno di zone agricole o in zone ancora ricoperte dalla vegetazione spontanea.

### Riproduzione
Le otarde di Ludwig si riproducono durante la maggior parte dei mesi dell'anno. In Sudafrica la stagione di nidificazione si estende da agosto a dicembre, mentre in Namibia ha generalmente luogo in marzo. Il nido è costituito da una piccola depressione creata raschiando il terreno, spesso in mezzo alle pietre. È situato generalmente sulla cresta di una collina poco elevata o su uno dei suoi versanti poco inclinati. La covata comprende abitualmente due uova, di colore oliva pallido con vaghe macchie marrone chiaro o grigio-ardesia. I nidiacei presentano un piumino rossastro con strisce nerastre. Non possediamo ulteriori informazioni al riguardo.

## Distribuzione e habitat
Le otarde di Ludwig frequentano ogni tipo di habitat arido e aperto. È possibile trovarle principalmente nelle distese pianeggianti ricoperte di erba o di cespugli spinosi sparsi, sia in zone di pianura che sugli altopiani. Visitano anche le praterie più secche, specialmente quelle situate lungo i corsi d'acqua. In Sudafrica, nella provincia del Capo Occidentale, si insediano anche lungo la costa negli habitat di macchia mediterranea o fynbos. In linea generale, possiamo affermare che le otarde di Ludwig possono essere avvistate in zone più aride rispetto alle otarde di Denham.
Le otarde di Ludwig sono originarie dell'Africa australe. Vivono in Sudafrica nelle province del Capo e nella Namibia occidentale, principalmente lungo la costa, fino all'estremità meridionale dell'Angola. Questo uccello è monotipico e non è suddiviso in sottospecie.

## Conservazione
La specie non è minacciata a livello globale. I suoi effettivi totali vengono stimati tra 56.000 e 81.000 esemplari. In alcune regioni, in prossimità delle fattorie, questi uccelli rimangono uccisi dai lacci destinati a catturare dei mammiferi. Anche le linee ad alta tensione o i tralicci elettrici provocano collisioni fatali. Oltre a questi due pericoli, piuttosto ricorrenti, l'otarda di Ludwig non deve affrontare alcuna minaccia significativa.